# 오트쿠튀르

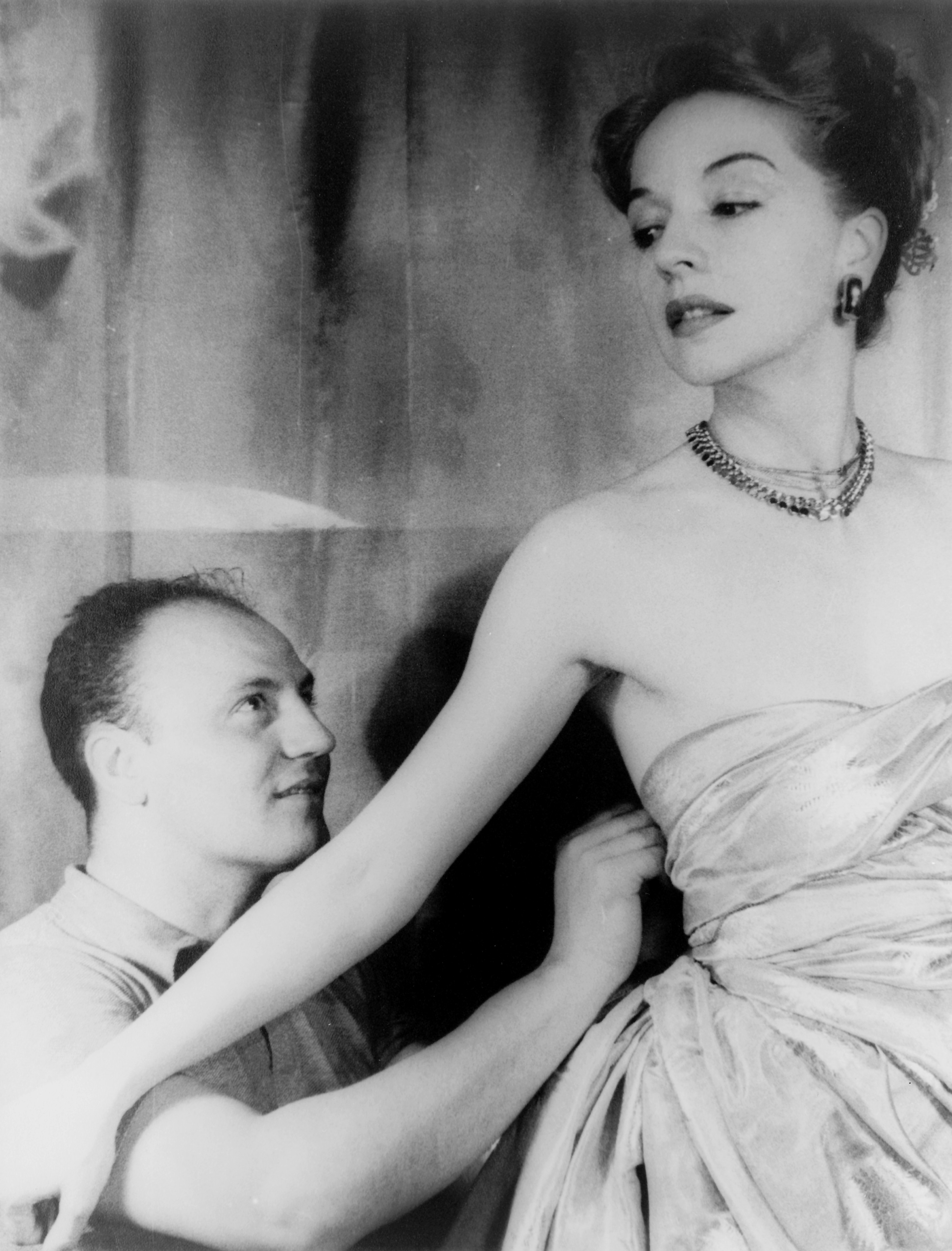
1947년 모델 루스 포드의 드레스를 조정하는 피에르 발맹 (칼 반 베흐텐 촬영)

오트 쿠튀르(프랑스어: Haute couture i/ˌoʊt kuːˈtjʊər/, lit. 'high dressmaking, 고급 재봉')는 최상급의 맞춤복 패션 디자인 제작물을 가리키는 말이다. 본래 16세기에서 18세기 유럽에서 길드로서 제도적 보호를 받던 장인들, 쿠르티에(couturier)가 생산하는 의류를 가리키는 말로 사용되었으나 오늘날과 같은 용례의 오트 쿠튀르는 찰스 프레데릭 워스를 그 기원으로 본다.
오트 쿠튀르는 엄밀하게는 프랑스 오트 쿠튀르 및 의상 협회(Fédération de la Haute Couture et de la Mode, FHCM) 오트 쿠튀르 의상조합(Chambre Syndicale de la Haute Couture)이 부과하는 기준을 이행하는 쿠튀르 하우스가 홍보에 사용할 수 있는 문구이다. 이 의미에서 나아가 오트 쿠튀르는 뉴욕이나 파리, 밀라노 등 패션 중심지에서 생산 및 유통되는 고급 맞춤복들을 서술하는 데에도 사용되며, 또한 의류 분야를 넘어 예술이나 음악 분야에서 사용되기도 한다.

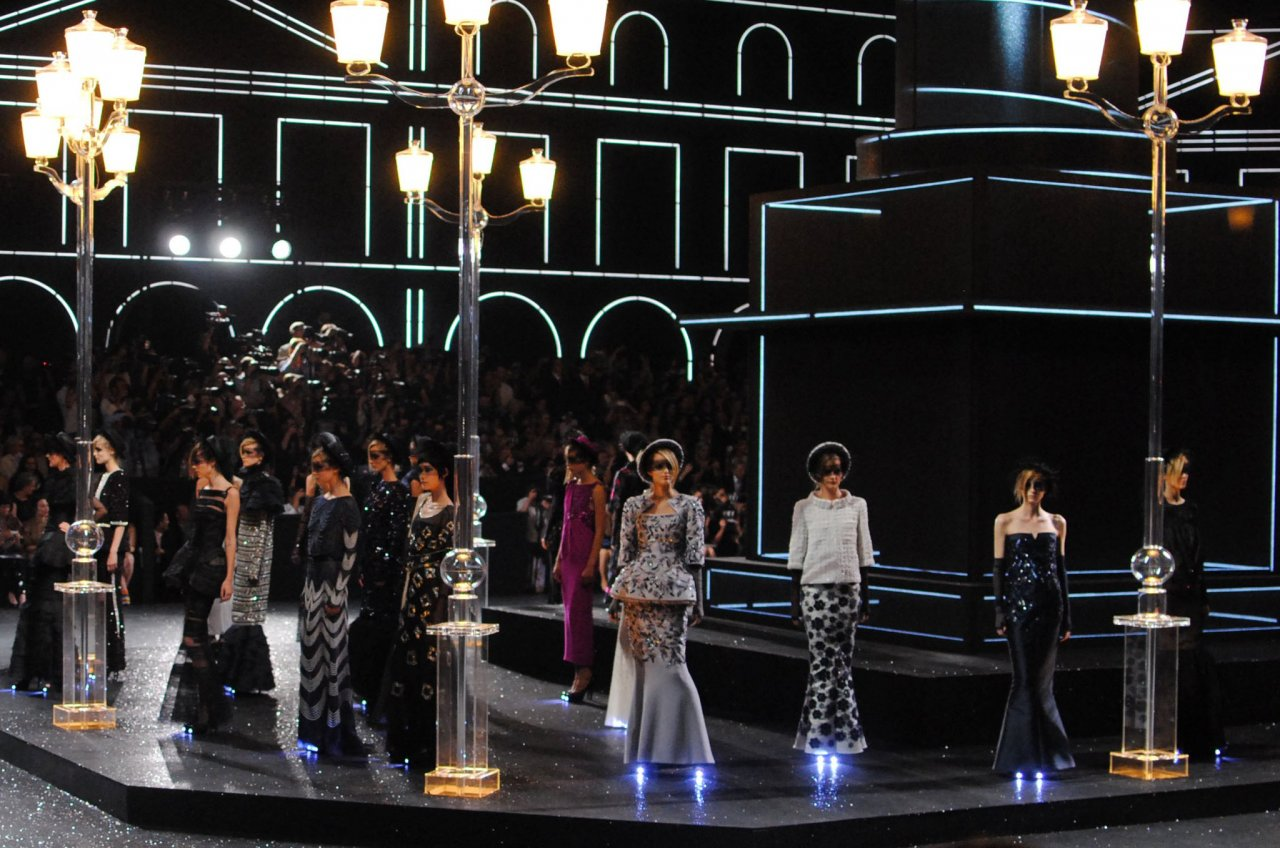
카를 라거펠트의 샤넬 오트 쿠튀르 가을-겨울 2011-2012 패션쇼

## 같이 보기
- 프레타포르테